# Anomoiidea
Anomoiidea — надродина двостулкових молюсків ряду морські гребінці (Pectinoida). Ці молюски ведуть сидячий спосіб життя, прикріплюючи (цементуючи) себе до субстрату. Anomioidea прикріплюються до субстрату через правий клапан. Мушлі нерівносторонні, округлі або овальні, з великою бісальною вирізкою. Сам бісус, як правило, короткий і схожий на вилку. Лівий клапан опуклий, а шарнір беззубий.